# Discoderus symbolicus
Discoderus symbolicus är en skalbaggsart som beskrevs av Thomas Casey. Discoderus symbolicus ingår i släktet Discoderus och familjen jordlöpare. Inga underarter finns listade i Catalogue of Life.